# Distrito histórico de Jackson
El Distrito Histórico de Jackson es un distrito histórico ubicado en Jackson, Alabama, Estados Unidos.

## Descripción
Jackson se fundó en 1816 y es el asentamiento incorporado más antiguo del Condado de Clarke. El distrito histórico presenta ejemplos del neogriego, reina ana, neocolonial británico y la arquitectura vernácula regional.
El distrito tiene una extensión de 180 acres (72,8 ha) y cuenta con 140 edificios contribuyentes. Esta aproximadamente delimitado por College Avenue, Forest Avenue, Carroll Avenue, Cedar Street, Florida Street, Commerce Street, Clinton Street y Spruce Street. Es parte de la presentación de propiedades múltiples del condado de Clarke y se incluyó en el Registro Nacional de Lugares Históricos el 23 de enero de 1998.